# Luperus tugelensis
Luperus tugelensis is een keversoort uit de familie bladkevers (Chrysomelidae). De wetenschappelijke naam van de soort werd in 1903 gepubliceerd door Martin Jacoby.